# Circunscripción electoral de La Rioja

Circunscripción de La Rioja
Cortes Generales* Congreso: 4 escaños (de 350)
- Senado: 4 senadores (de 266)Parlamento de La Rioja* 33 escaños (de 33)

La Rioja es una de las 52 circunscripciones electorales utilizadas como distritos electorales para el Congreso de los Diputados y el Senado, que son las Cámaras Baja y Alta del Parlamento español. Tras la aprobación del Estatuto de San Millán en 1982, la provincia se integró en solitario la comunidad autónoma de La Rioja, por lo que esta circunscripción electoral representa a una comunidad autónoma uniprovincial.

## Ámbito de la circunscripción y sistema electoral
En virtud de los artículos 68.2 y 69.2 de la Constitución Española de 1978 los límites de la circunscripción debe ser los mismos que los de la provincia de La Rioja, y en virtud del artículo 140, esto solo puede modificarse con la aprobación del Congreso de los Diputados. El voto es sobre la base de sufragio universal secreto.
En todas las elecciones generales se eligieron en La Rioja 4 miembros del Congreso. En el caso del Congreso de los Diputados, el sistema electoral utilizado es a través de una lista cerrada con representación proporcional y con escaños asignados usando el método D'Hondt. Solo las listas electorales con el 3 % o más de todos los votos válidos emitidos, incluidos los votos «en blanco», es decir, para «ninguna de las anteriores», se pueden considerar para la asignación de escaños. En el caso del Senado, el sistema electoral sigue el escrutinio mayoritario plurinominal. Se eligen cuatro senadores y los partidos pueden presentar un máximo de tres candidatos. Cada elector puede escoger hasta tres senadores, pertenezcan o no a la misma lista. Los cuatro candidatos más votados son elegidos.

## Parlamento de La Rioja

### Diputados obtenidos por partido (1983-2023)
|                        | Partido Popular de La Rioja         | PP La Rioja     | 15a | 13a | 15 | 17 | 18 | 17 | 17 | 20 | 15 | 12 | 17 |
|                        | Partido Socialista de La Rioja      | PSOE La Rioja   | 18  | 14  | 16 | 12 | 13 | 14 | 14 | 11 | 10 | 15 | 12 |
|                        | Partido Riojano                     | PR+             | 2   | 2   | 2  | 2  | 2  | 2  | 2  | 2  | 0  | 0  | 0  |
|                        | Ciudadanos-Partido de la Ciudadanía | CS              |     |     |    |    |    |    |    |    | 4  | 4  | 0  |
|                        | Unidas Podemos                      | PODEMOS-IU-EQUO |     |     |    |    |    |    |    |    | 4  | 2  | 2  |
|                        | Izquierda Unida de La Rioja         | IU-LR           |     | 0   | 0  | 2  | 0  | 0  | 0  | 0  | 0  | 2  | 2  |
|                        | Vox                                 | VOX             |     |     |    |    |    |    |    |    |    | 0  | 2  |
| Partidos desaparecidos |                                     |                 |     |     |    |    |    |    |    |    |    |    |    |
|                        | Centro Democrático y Social         | CDS             | 0   | 4   | 0  |    |    |    |    |    |    |    |    |
| Total                  | Total                               | Total           | 35  | 33  | 33 | 33 | 33 | 33 | 33 | 33 | 33 | 33 | 33 |

a Los resultados corresponden a los de Coalición Popular: Alianza Popular-Partido Demócrata Popular-Unión Liberal (AP-PDP-UL).

b Los resultados corresponden a los de Podemos-Equo.

## Congreso de los Diputados

### Diputados obtenidos por partido (1977-2023)
| Candidatura            | Candidatura     | 1977 | 1979 | 1982 | 1986 | 1989 | 1993 | 1996 | 2000 | 2004 | 2008 | 2011 | 2015 | 2016 | 2019 (I) | 2019 (II) | 2023 |
| ---------------------- | --------------- | ---- | ---- | ---- | ---- | ---- | ---- | ---- | ---- | ---- | ---- | ---- | ---- | ---- | -------- | --------- | ---- |
|                        | Partido Popular | 1a   |      | 2    | 2    | 2    | 2    | 2    | 3    | 2    | 2    | 3    | 2    | 2    | 1        | 2         | 2    |
|                        | PSOE            | 1    | 1    | 2    | 2    | 2    | 2    | 2    | 1    | 2    | 2    | 1    | 1    | 1    | 2        | 2         | 2    |
|                        | Unidas Podemos  |      |      |      |      |      |      |      |      |      |      |      | 1    | 1    | 0        | 0         | 0    |
|                        | Ciudadanos      |      |      |      |      |      |      |      |      |      |      |      | 0    | 0    | 1        | 0         |      |
| Partidos desaparecidos |                 |      |      |      |      |      |      |      |      |      |      |      |      |      |          |           |      |
|                        | UCD             | 2    | 3    |      |      |      |      |      |      |      |      |      |      |      |          |           |      |
| Total                  | Total           | 4    | 4    | 4    | 4    | 4    | 4    | 4    | 4    | 4    | 4    | 4    | 4    | 4    | 4        | 4         | 4    |

a Los resultados corresponden a los de la coalición entre Alianza Popular y el Partido Demócrata Popular.

## Senado

### Senadores obtenidos por partido (1977-2023)
| Candidatura            | Candidatura     | 1977 | 1979 | 1982 | 1986 | 1989 | 1993 | 1996 | 2000 | 2004 | 2008 | 2011 | 2015 | 2016 | 2019 (I) | 2019 (II) | 2023 |
| ---------------------- | --------------- | ---- | ---- | ---- | ---- | ---- | ---- | ---- | ---- | ---- | ---- | ---- | ---- | ---- | -------- | --------- | ---- |
|                        | Partido Popular | 0*   | 0    | 1*   | 1*   | 3    | 3    | 3    | 3    | 3    | 3    | 3    | 3    | 3    | 1        | 2         | 3    |
|                        | PSOE            | 1    | 1    | 3    | 3    | 1    | 1    | 1    | 1    | 1    | 1    | 1    | 1    | 1    | 3        | 2         | 1    |
| Partidos desaparecidos |                 |      |      |      |      |      |      |      |      |      |      |      |      |      |          |           |      |
|                        | UCD             | 3    | 3    | 0    |      |      |      |      |      |      |      |      |      |      |          |           |      |
| Total                  | Total           | 4    | 4    | 4    | 4    | 4    | 4    | 4    | 4    | 4    | 4    | 4    | 4    | 4    | 4        | 4         | 4    |

- En las Elecciones generales de 1986, el Partido Popular se presentó como Coalición Popular (CP).